# Samojeder
Samojeder er en samlebetegnelse for beslægtede finsk-ugriske folk, der taler samojediske sprog. Der er ca. 46.000, som lever i fire primære stammer i primært det nordlige Rusland primært vest for Uralbjergene. I nåleskovs- og tundraområdet, der strækker sig gennem Nordøsteuropa og Nordvestasien fra det Hvidehavet til Khatangabugten.

## Stammer
Samojederne deles i 4 hovedstammer:
- Nenets vest for Jenissei,
- tavgi-samojeder og
- avam-samojeder sydøst for denne samt
- ostjak-samojederne ved samme flods nedre løb.

Hertil slutter sig imidlertid flere småstammer, som bor isoleret ved Jenisseis kilder, og som taler eller indtil for nylig har talt samojediske mundarter, nemlig karagasser eller kamassiner, koibaler, sojoter og andre. Denne gruppe er dog stærkt opblandet med fremmed blod og taler nu for en stor del tyrkiske eller mongolske dialekter. I sproglig henseende udgør samojeder en gren af den uralske æt, ligestillet med den finsk-ugriske.

## Oprindelse og historie
Samojedernes urhjem henlægges til Ural, og de har således omkring 4.000 f. Kr. fra det fælles-uralske urfolk vandret over bjergene til det vestlige Sibirien, hvor de formodes at have bosat sig omkring floden Obs munding. Derfra bredte de sig senere østpå til floden Jenisejs munding. Det formodes, at der er sket en sammensmeltning med de folk, der tidligere var bosatte i disse egne. Nestorkrøniken omtaler i 1096 senere samojederne som forbundsfæller til Jugra-stammerne. Først i de sidste århundreder f. Kr. begyndte også ursamojederne at dele sig i en nordlig og en sydlig sproggruppe. Det nordlige ursamodediske sprog udvikledes til jurakisk (nenets), jenisejsamojedisk (enets) og tavgi (nganasan). Det sydlige ursamojediske sprog udvikledes til selkupisk (østsamojedisk) og kamassisk samt de senere uddøde sprog kojbalisk, karagassisk, motorsamojedisk, taigisamojedisk og sojotsamojedisk. I mellemtiden havde de lært at benytte bronze, der dog senere måtte vige for jern, og de havde, som flere låneord viser, været i nær berøring med en oldtyrkisk stamme.

## Udbredelse
Samojedisk forekommer langs kysterne af Barentshavet og Karahavet. Den største gruppe, jurak (nenets) breder sig over et område, der strækker sig fra Hvidehavets østkyst til Jenisejs udløb i øst. En del af samojederne bor omkring floderne Ob og Jenisej i de indre dele af kystlandet.

## Beklædning
Dragten sys af renskind og består af en fortil åben kjortel, bukser, støvler og hue; mændene bruger dog også pelse, der er lukkede fortil, men dette snit synes lånt fra omboende folk. Bælter og huer er ofte rigt udstyret med metalprydelser.

## Bolig
Boligerne er om sommeren telte, om vinteren firkantede hytter af træ, bark og jord med åbning foroven til røgen.

## Næringsveje
Jagt og fiskeri er vigtige næringsveje, men for største delen er samojederne nomader, der drager om med deres flokke af rener, i det de tilbringer sommeren på tundraerne, mens de om vinteren holder sig syd for skovgrænsen. Deres rensdyrnomadisme står i flere henseender på et mere oprindeligt trin, end den gør hos deres østlige naboer tunguserne; blandt andet benytter de egentlige samojeder aldrig renen til ridning, men kun som trækdyr for deres slæder. Foruden disse er ski og en slags simple træbåde de vigtigste befordringsmidler.

## Religion
Af navn er samojederne kristne, men i virkeligheden har de beholdt deres gamle shamanistiske religion.